# Iglesia de San Baudilio (San Baudilio de Llobregat)
Iglesia de San Baudilio (Sant Baldiri en catalán) ubicada en el casco antiguo de San Baudilio de Llobregat (Barcelona), al lado del río Llobregat.
El actual edificio de la iglesia es un edificio de estilo barroco construido entre 1725 y 1752; obra costeada en su totalidad por el párroco Mosén Francisco Alberti. Se erigió sobre una antigua iglesia románica, de la que en la actualidad todavía se conservan algunos restos. Según parece, la iglesia románica de San Baudilio se había edificado en el siglo XI o XII, aunque la existencia de una parroquia de Sant Baldiri se documenta ya en el siglo X.
Desde la plaza de la iglesia se puede ver una panorámica de todo el delta del Llobregat y de Barcelona sur. Esta iglesia es también conocida como la catedral del Bajo Llobregat.
En ella se encuentra la tumba de Rafael Casanova, símbolo del nacionalismo catalán.